# Erik Johansson (Eishockeyspieler)
Erik Gunnar „Epa“ Johansson (* 29. September 1927 in Södertälje; † 16. Dezember 1992 ebenda) war ein schwedischer Eishockeyspieler. 

## Karriere
Auf Vereinsebene spielte Erik Johansson ausschließlich für seinen Heimatverein Södertälje SK. Von 1944 bis 1959 trat er mit seiner Mannschaft in der Division 1, der damals höchsten schwedischen Spielklasse, an. Mit seiner Mannschaft gewann er in den Jahren 1953 und 1956 jeweils den nationalen Meistertitel. 

### International
Für Schweden nahm Johansson an den Olympischen Winterspielen 1952 in Oslo teil, bei denen er mit seiner Mannschaft die Bronzemedaille gewann. Als bestes europäisches Team wurde Schweden zudem Europameister. Zudem stand er im Aufgebot seines Landes bei den Weltmeisterschaften 1953 und 1954. Bei der WM 1953 gewann er mit Schweden die Goldmedaille und wurde ebenfalls mit seinem Land Europameister. Bei der WM 1954 gewann er mit seiner Mannschaft die Bronzemedaille. 

## Erfolge und Auszeichnungen
- 1953 Schwedischer Meister mit dem Södertälje SK
- 1956 Schwedischer Meister mit dem Södertälje SK

### International
- 1952 Bronzemedaille bei den Olympischen Winterspielen
- 1953 Goldmedaille bei der Weltmeisterschaft
- 1954 Bronzemedaille bei der Weltmeisterschaft